# Juustila å
Juustila å (som befinner sig delvis på ryskt område sedan 1948) är en flod i Finland och Ryssland. Flodens avrinningsområde sträcker sig i Finland till Villmanstrand och i Ryssland till Viborg rajon. Av avrinningsområdet befinner sig 178 km² på finska sidan och 118 km² på ryska sidan. Områdets största sjö är Nuijamaanjärvi. Saima kanal befinner sig till största delen vid Juustila ås avrinningsområde. 
Andra floder i Juustila ås vattensystem är Soskuanjoki, Mustajoki och Kärksillanoja som rinner från Kärkjärvi. Saima kanal har delvis byggts nära Soskuanjoki. 
Soskuanjoki och Mustajoki förenar sig ungefär tre kilometer på ryska sidan. Juustila å rinner nära Saima kanal på dess västra sida och mynnar ut i Juustilanselkä kanal bredvid den nedre slussen i Juustila. Från Juustilansekä finns det en vattenförbindelse  vidare via Saima kanal till Suomenvedenpohja i Viborgska viken. Mellan Juustilanselkä eller Juustilanjärvi och Suomenvedenpohja fanns under åren 1856–1932 den gamla kanalens nedersta sluss, Lavola sluss, vars höjd var 0,6 meter. Den ersattes med en slusslös kanal i samband med det andra byggandet av kanalen 1932, varefter Juustilanselkä yta har varit på havsnivån.